# Ravenea dransfieldii
Espèce
Statut de conservation UICN

 EN D : En danger
Ravenea dransfieldii est une espèce de plantes à fleurs de la famille des Arecaceae.

## Publication originale
- Kew Bulletin 49(4): 656–659, f. 4–5. 1994.